# Miriama Senokonoko
Miriama Senokonoko (21 gennaio 1995) è una velocista figiana.

## Palmarès
| Anno | Manifestazione           | Sede       | Evento       | Risultato | Prestazione | Note |
| ---- | ------------------------ | ---------- | ------------ | --------- | ----------- | ---- |
| 2011 | Giochi del Pacifico      | Numea      | 400 m piani  | Argento   | 55"41       |      |
| 2011 | Giochi del Pacifico      | Numea      | 4×100 m      | Argento   | 46"60       |      |
| 2011 | Giochi del Pacifico      | Numea      | 4×400 m      | Argento   | 3'51"69     |      |
| 2011 | Campionati oceaniani     | Apia       | 400 m piani  | Oro       | 56"44       |      |
| 2011 | Campionati oceaniani     | Apia       | 4×100 m      | Oro       | 48"09       |      |
| 2011 | Campionati oceaniani     | Apia       | 4×400 m      | Oro       | 4'03"57     |      |
| 2012 | Campionati oceaniani     | Cairns     | 400 m piani  | 5ª        | 56"44       |      |
| 2012 | Campionati oceaniani     | Cairns     | 4×100 m      | Oro       | 49"72       |      |
| 2012 | Campionati oceaniani     | Cairns     | 4×400 m      | Oro       | 3'59"33     |      |
| 2015 | Mini-Giochi del Pacifico | Port Vila  | 400 m piani  | Oro       | 57"34       |      |
| 2015 | Mini-Giochi del Pacifico | Port Vila  | 4×100 m      | Oro       | 47"43       |      |
| 2015 | Mini-Giochi del Pacifico | Port Vila  | 4×400 m      | Oro       | 3'54"43     |      |
| 2015 | Mini-Giochi del Pacifico | Port Vila  | Salto triplo | Argento   | 12,46 m     |      |
| 2018 | Mondiali indoor          | Birmingham | 400 m piani  | Batteria  | dq          |      |
| 2018 | Giochi del Commonwealth  | Gold Coast | 400 m piani  | Batteria  | 58"31       |      |